# Großbocka
Großbocka ist ein Ortsteil von Bocka im Landkreis Greiz in Thüringen.

## Lage
Groß- und Kleinbocka liegen dicht beieinander westlich der Bundesstraße 2 und östlich von Münchenbernsdorf in einem kupierten Gelände für Ackerbau und Viehzucht. Großbocka ist der größere der beiden Teilorte und liegt etwas nördlich von Kleinbocka.

## Geschichte
Am 24. September 1267 nannte man Großbocka erstmals urkundlich, Kleinbocka hingegen erst 1351.
Seit 1992 heißt die Dorfkirche St. Thomas. Sie entstand 1753–56 aus der mittelalterlichen Kirche.
Am 1. Juli 1950 entstand die Gemeinde Bocka durch den Zusammenschluss der damaligen Gemeinden Großbocka und Kleinbocka. In dem Bauerndorf gründete man 1953 eine LPG. Nach der Wende wurden in dem Ort zwei Wohngebiete erschlossen. Sie entstanden Auf dem Höllenberg und Auf dem Scheitberg.

## Söhne und Töchter des Ortes
Ernst Hahn (1850–1896), deutscher Politiker